# Potawatomi (volk)

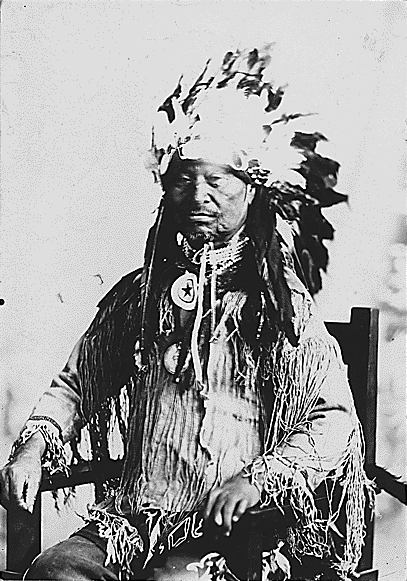
Een leider van de Potawatomi, ca. 1925

De Potawatomi (spreek uit: Pod - ah - WAT - oh - mie) zijn een Algonkisch  sprekende natie (volk) van inheemse Amerikanen die onder andere op de oevers van de Mississippi in de Verenigde Staten van Amerika woont. De Potawatomi noemen zichzelf van oudsher Bodwe’aadamiinh (meervoud: Bodwe’aadamiinhk) of Bodéwadmi (meervoud:Bodéwadmik) wat Volk van de Vuurplaats betekent.  Samen met de Ojibweg (Chippewa), de Odaawaag (Ottawa), de N’Biissing, de Missisauga en de Omaamiwininiwak (Algonkin) vormen ze de grote Algonkische natie der Anishinaabeg. Sommige Anishinaabeg rekenen hier ook de Lenni-Lenape (Delaware) bij, met het argument dat de Anishinaabeg, toen deze 1100 jaar geleden nog aan de Noord-Atlantische kust woonden, afstammelingen waren van dit oudste Algonkin-volk van oostelijk Noord-Amerika.
De Bodéwadmik leefden oorspronkelijk aan de Noord-Atlantische kust (de Hudsonbaai of de St. Lawrence) - waar ze nog onderdeel van de grote Agonkin-natie uitmaakten -  maar migreerden omstreeks 1100 jaar geleden - in een tijdsbestek van 500 jaar -  langs het gebied rond Montreal en Ottawa River (waar een deel achterbleef en  als Omaamiwininiwak enkele kolonies stichtten) en verder westwaarts, tot aan het gebied rond wat nu Detroit, Michigan is. Hier, ongeveer 300 jaar na het begin van de exodus, splitste de grote natie der Anishinaabeg - zoals ze zich inmiddels waren gaan noemen - zich  op in meerdere zelfstandige naties, onderverdeeld in subdivisies en bands, ieder met hun eigen specifieke cultuur en dialecten. Een van deze 'nieuwe' naties werd later bekend onder de naam Bodéwadmik of Potawatomi.
De meer algemene naam die de Potawatomi-natie voor zichzelf gebruikt is Neshnabee, wat aangeeft dat ze zich nog altijd beschouwen als historisch lid van de grote Anishinaabe-natie. 
De eerste grote kolonie die de Bodéwadmik in de 15e eeuw in de Grote Merenregio stichtten, was op een schiereiland in het Michiganmeer, nabij het huidige Green Bay (Wisconsin), van waaruit ze later nog talloze kolonies stichtten in het huidige Michigan, Indiana, Illinois en Ohio. Tegenwoordig zijn er ook reservaten te vinden ten westen van de Mississippi, in Missouri en zelfs in Oklahoma, dit onder druk van de Amerikaanse federale overheid.
De Bodéwadmik waren de eersten van de grote Anishinaabe-natie die zich, met name op het onderste schiereiland van Michigan, op grote schaal toelegden op landbouw - onder andere maïs, bonen, pompoenen en tabak. Hier woonden ze dan ook in relatief grote en permanente dorpen. Hoewel ze jaagden, vallen zetten en visten voor hun bestaan, was het boerenbedrijf altijd belangrijker voor hen dan voor hun naaste buren, de Ojibweg en Odaawaag. 
De Bodéwadmik vormden, nadat ze zich  600 jaar geleden in hun nieuwe leefgebied hadden gevestigd - dus al vóór de Europese kolonisatie van Amerika- een machtige politiek-militaire alliantie met de Ojibweg en Odaawaag tegen de Haudenosaunee (Iroquois) en Dakota (Sioux)-volkeren: deze alliantie staat bekend onder de naam de Drie Vuren. De benaming "Volk van de Vuurplaats", is vermoedelijk ontstaan omdat ze binnen de alliantie van de Drie Vuren door de eeuwen heen de taak hadden het heilige vuur brandend te houden. Het is overigens een taak die vandaag de dag nog altijd zeer serieus wordt genomen.

## Potawatomi gemeenschappen
- Citizen Potawatomi Nation, Oklahoma
- Forest County Potawatomi gemeenschap, Wisconsin
- Match-E-Be-Nash-She-Wish, Michigan
- Hannahville Indian Community, Michigan
- Nottawaseppi, Michigan
- De Pokagon gemeenschap, Michigan en Indiana
- De Prairie Band, Kansas
- Stoney Point and Kettle Point gemeenschappen, Ontario, Canada
- De Walpole Island-gemeenschap

## Gerelateerde onderwerpen
- Ojibweg
- Odaawaag
- Trail of Death